# Кречкова
Кречкова (пол. Krzeczkowa) — розташоване на Закерзонні село в Польщі, у гміні Красичин Перемишльського повіту Підкарпатського воєводства. Населення — 101 особа (2011).

## Географія
Село розташоване на відстані 7 кілометрів на південний захід від центру гміни села Красичина, 14 кілометрів на південний захід від центру повіту міста Перемишля і 55 кілометрів на південний схід від центру воєводства— міста Ряшів.

## Історія
За деякими джерелами село Кречкова існує вже від початку 15 ст. Згадується як власність Михайла з Холовиць. Напочатку існування села назва варіювалась як Кречкова Воля , що потім стала вважатись деякою частиною села.
В 1507 році в селі вже існувала православна церква, що по деяким джерелам стояла в зовсім іншому місці від наступних.
Спочатку село входило в склад королевщини староства Перемиського, в 15 ст. стало відʼєднаним і стало центром неміського староства з трьох сіл : Вільшан, Холовиць і власне Кречкової.
За королівською люстрацією 1589 р. село входило до складу Перемишльської землі Руського воєводства.
Також варто згадати те що в 1626 році Кречкова та навколишні села часто страждали від Турецької навали.
В XVII ст засновником і патроном парафії був староста кречковський Феліціан Левицький.

У 1880 р. Кречкова належала до Перемишльського повіту Королівства Галичини та Володимирії Австро-Угорської імперії, у селі було 760 жителів і 3 на землях фільварку (всі — греко-католики, за винятком кількох римо-католиків).
У 1939 році в селі проживало 1100 мешканців, з них 1070 українців-грекокатоликів, 20 українців-римокатоликів, 5 поляків, 5 євреїв. Село входило до об’єднаної сільської ґміни Ольшани Перемишльського повіту Львівського воєводства.
Наприкінці вересня 1939 р. село зайняла Червона армія. 27.11.1939 постановою Президії Верховної Ради УРСР село у складі повіту включене до новоутвореної Дрогобицької області. В лютому 1941 в селі був організований колгосп ім.Хрущова.
В червні 1941, з початком Радянсько-німецької війни, село було окуповане німцями. В липні 1944 року радянські війська оволоділи селом, а в березні 1945 року село зі складу Дрогобицької області передано Польщі. Українців добровільно-примусово виселяли в СРСР. Решту українців у 1947 р. під етнічну чистку під час проведення Операції «Вісла» було депортовано на понімецькі землі у західній та північній частині польської держави. В село заселено поляків.
У 1975-1998 роках село належало до Перемишльського воєводства.

## Йосифинський кадастр
За указом імператора в селі Кречкова як і в інших селах Галичини було проведено перший земельний кадастр 1785-1787 років.
За даними кадастру власником села на той час був Йозеф Грабʼя Рогала Левицький а описувати кордони допомагали
такі жителі села :
Війт - Сенько Війтів (Senko Woytow)
Пересічний - Андрій Гречаник (Andrzej Hreczanik)
Іван Хомʼяк (Iwan Chomiak)
Старший з громади - Іван Фок (Iwan Foc)
Андрій Олесик (Andrzej Olesik)
Старий лісник - Іван Місєчков (Iwan Misieczkow)

В селі існували такі ниви:
1. Огроди
2. Могилки
3. Вихадова
4. Кривуля
5. Гора Мутова
6. Лаз
7. Грабник
8. Ровенець
9. Кіков
10. Горб Ушиви
11. Камʼяна гірка
12. Папортно
13. Ділець
14. Під Дебрами
15. Гора Савчина
16. Полюйки
17. Максимовичі
18. Лясів

## Церкви
| Назва церкви                  | Роки Існування            | Матеріал  |
| ----------------------------- | ------------------------- | --------- |
| Церква Успіння Пр. Богородиці | 1507-?                    | Деревʼяна |
| Церква Архангела Михаїла      | 1700-ті - 1906(розібрана) | Деревʼяна |
| Церква Успіння Пр. Богородиці | 1906-1918                 | Мурована  |
| Каплиця                       | 1926-1932                 | Деревʼяна |
| Церква Успіння Пр. Богородиці | 1935(Відновлена) - 1963   | Мурована  |

Церква Успіння Пресвятої Богородиці у с.Кречкова,
рисунок 1928 року,
розібрана у 1963 р.

Перша деревʼяна церква в селі існувала вже в 1507 році. До 1906 р. у селі була дерев’яна трьох купольна церква .У 1935 р. на місці попередньої мурованої у 1906 р. і зруйнованої під час війни українці відбудували муровану греко-католицьку церкву Успіння Пр. Богородиці. До їх депортації була філіяльною церквою, яка належала до парафії Вільшани Перемиського деканату Перемишльської єпархії. Розібрана поляками заселеними у село після виселення українців  у 1963 році.
За деякими даними священника села вбили чи 18 липня 1944  чи 2 вересня 1945 , можливо це два різних парохи . 18 липня парох села Богдан Семків був замордований поляками. А 2 вересня поляки замордували пароха який їхав на відправу служби у Купній.

## Школа та гуртки
З 1863 року в парафії існувала парохіяльна школа, що в 1874 стала філіальною. 
В 1911 школа розділилась та було відкрито  4 школи: Двоклясову в Вільшанах, одноклясову в Кречковій, Мільнові і Холовицях.
Спочатку школа існувала як школа з руською мовою навчання, потім почала згадуватись як школа з навчання Української мови та літератури.
| Рік  | Кількість              |
| ---- | ---------------------- |
| 1911 | 153                    |
| 1912 | 153                    |
| 1914 | 450(загалом в парафії) |
| 1928 | 114                    |

В 1934 році в селі реєстрували гурток національно-українського педагогічного товариства "Рідна Школа" ім. Тараса Шевченка. В 1936 українське спортивно-гімнастичне товариство "Сокіл". А в 1931 читальню Просвіти.

## Демографія та Парафіяни(Мешканці)
| Рік  | Кількість парафіян | Рік     | Кількість Парафіян |
| ---- | ------------------ | ------- | ------------------ |
| 1848 | 525                | 1893    | 748                |
| 1849 | 515                | 1894    | 645                |
| 1856 | 496                | 1895    | 752                |
| 1857 | 492                | 1896    | 756                |
| 1858 | 495                | 1897    | 756                |
| 1859 | 476                | 1898    | 756                |
| 1863 | 476                | 1899    | 756                |
| 1870 | 478                | 1900    | 756                |
| 1869 | 486                | 1901    | 858                |
| 1873 | 578                | 1902    | 858                |
| 1874 | 553                | 1903    | 865                |
| 1875 | 598                | 1904    | 865                |
| 1879 | 634                | 1905    | 865                |
| 1880 | 636                | 1906    | 865                |
| 1881 | 636                | 1907    | 865                |
| 1883 | 649                | 1908    | 881                |
| 1884 | 711                | 1910    | 893                |
| 1885 | 711                | 1911    | 913                |
| 1886 | 714                | 1912    | 951                |
| 1887 | 716                | 1913    | 951                |
| 1888 | 719                | 1914    | 984                |
| 1889 | 719                | 1918    | 780                |
| 1890 | 720                | 1926    | 923                |
| 1891 | 726                | 1928    | 925                |
|      |                    | 1932    | 924                |
|      |                    | 1934    | 957                |
|      |                    | 1937    | 1014               |
|      |                    | 1938-39 | 1030               |

Демографічна структура станом на 31 березня 2011 року:
|          | Загалом | Допрацездатний вік | Працездатний вік | Постпрацездатний вік |
| -------- | ------- | ------------------ | ---------------- | -------------------- |
| Чоловіки | 56      | 16                 | 37               | 3                    |
| Жінки    | 45      | 10                 | 32               | 3                    |
| Разом    | 101     | 26                 | 69               | 6                    |